# All-England Eleven
Le All-England Eleven, appelé également Eleven of England, est une équipe de cricket professionnelle anglaise fondée en 1846 par William Clarke et qui dispute son dernier match en 1878. Composée des meilleurs professionnels du pays, elle y effectue des tournées lui permettant de générer du profit.

## Histoire
Deux facteurs permettent à William Clarke de créer une équipe entièrement professionnelle en Angleterre en 1846 : d'une part, les joueurs de cricket professionnels sont faiblement payés à l'époque, et d'autre part, l'expansion du chemin de fer permet désormais de se déplacer rapidement à travers tout le pays. Il recrute les meilleurs joueurs du pays et son équipe commence à effectuer des tournées et rencontre toute équipe qui accepte de les affronter.  Clarke est lui-même capitaine de cette formation, qui est opposé à des équipes souvent composées de douze à vingt-deux joueurs. Les matchs du All-England génèrent de nombreux paris et attirent les foules.
En 1852, quelques joueurs de l'équipe, dont John Wisden, en ont assez de Clarke et des primes de match comprises entre 4 et 6 £, qu'ils jugent insuffisantes. Ils quittent le All England et fondent le United England Eleven, une équipe rivale. Les deux équipes professionnelles s'affronteront régulièrement au cours des saisons qui suivront. À la mort de Clarke en 1856, c'est George Parr qui mène le All England XI.
En 1859, Parr est à la tête de la première équipe de cricket anglaise à effectuer une tournée à l'étranger. Composée de six joueurs du All England et de six joueurs de l'United England, elle joue des matchs aux États-Unis et au Canada. Alors que le United England XI est à son tour victime de schismes à partir de 1864, les joueurs du All England restent fidèles à George Parr.
Le développement du County cricket marque le déclin de ce type d'équipe professionnelle et le All England dispute son dernier match en 1878.
Ses matchs contre les équipes des comtés anglais et contre l'United England sont aujourd'hui classés comme first-class.